# Miska Ylitolva
Miska Ylitolva (ur. 23 maja 2004 w Espoo) – fiński piłkarz, grający na pozycji obrońcy w KTP, do którego jest wypożyczony z HJK.

## Kariera klubowa
W młodości trenował również lekkoatletykę, pływanie i gimnastykę sportową. Treningi piłki nożnej rozpoczął w trzeciej klasie szkoły podstawowej w FC Santa Claus, z którego później trafił do Rovaniemen Palloseura. 13 czerwca 2021 zadebiutował w tym klubie w przegranym 0:1 meczu z TPS. W styczniu 2022 podpisał dwuletni kontrakt z HJK z opcją przedłużenia o kolejny rok. Zadebiutował w tym klubie 2 kwietnia 2022 w wygranym 1:0 meczu z FC Honka. W lipcu 2023 został wypożyczony do końca roku do KTP.

## Kariera reprezentacyjna
W reprezentacji Finlandii zadebiutował 26 marca 2022 w zremisowanym 1:1 meczu towarzyskim z Islandią.